# Preston Tucker

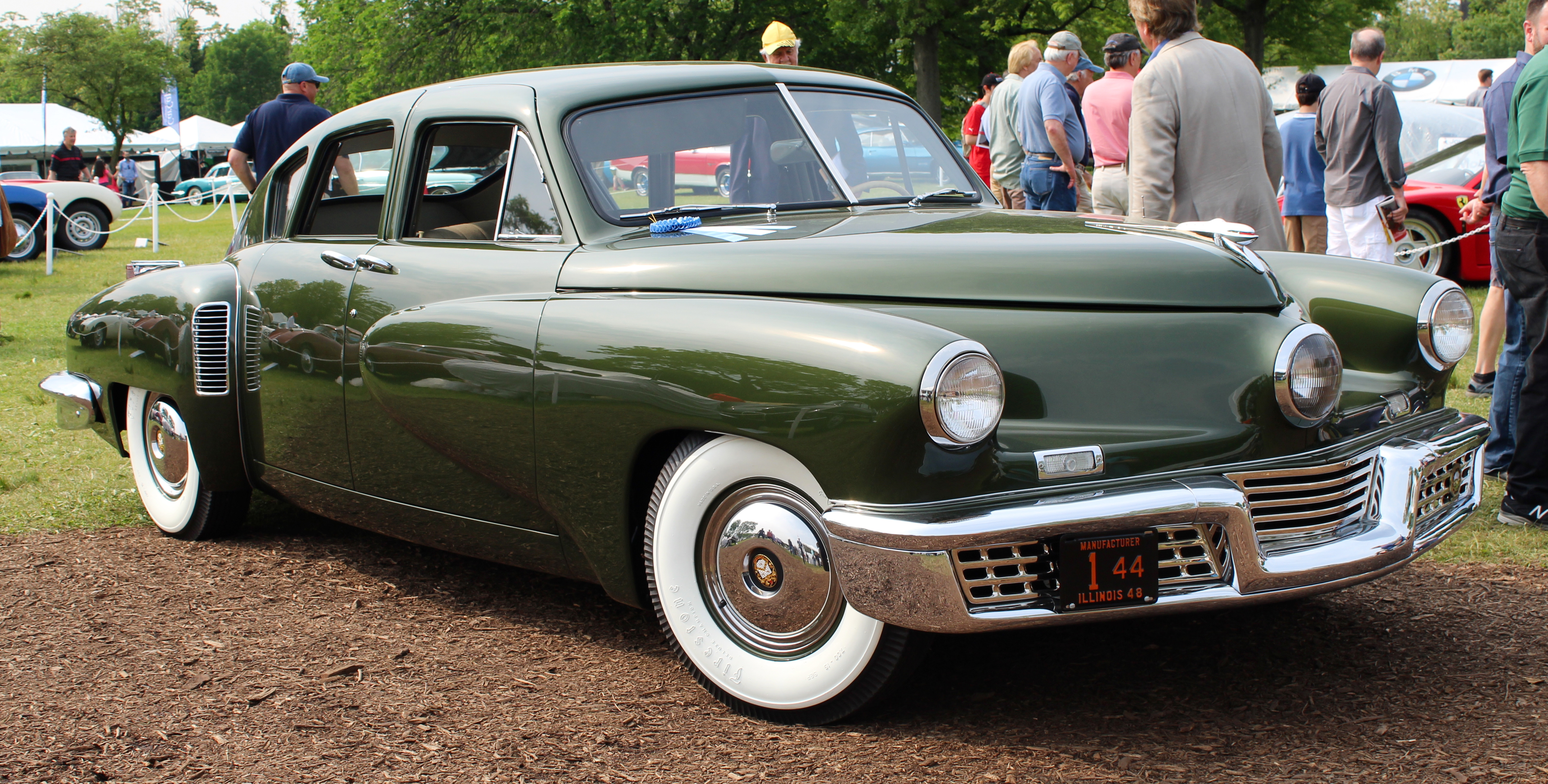
Modelo Tucker Sedan 1948, também chamado de "Torpedo".

Preston Thomas Tucker (21 de setembro de 1903 – 26 de dezembro de 1956) foi um industrial e designer automotivo norte-americano.
Um de seus maiores legados é o Tucker 48, que apesar de não ver a produção em massa, introduziu conceitos e equipamentos utilizados nos carros atuais. Sua história foi documentada no filme Tucker: The Man and His Dream, produzido por George Lucas e dirigido por Francis Ford Coppola.

## Biografia
Preston Tucker nasceu em Capac, no estado de Michigan, nos Estados Unidos em 21 de setembro de 1903 e teve o seu primeiro emprego como office-boy na sede da Cadillac Motor Company.

### Vendedor
Depois de casado, trabalhou como vendedor numa concessionária de Memphis, no Tennessee, chamada Mitchell Dulian. Vinte anos mais tarde, o dono dessa concessionária passaria a ser o diretor comercial da Tucker Corporation.

### 1933 - Diretor Comercial da Pierce-Arrow
Em 1933, Preston Tucker já era diretor comercial da Pierce-Arrow. Pouco tempo depois, já era proprietário de uma concessionária Packard em Indianápolis. Durante toda sua vida, Tucker sempre elaborou planos industriais.

### 1940 - Tucker Aviation Corporation
Em 1940, inaugurou em Ypsilanti, Michigan, a Tucker Aviation Corporation, indústria que fabricava aviões, tanques e canhões para a Segunda Guerra Mundial. Com o fim da guerra, em 1945, ele destinou seu dom industrial ao seu grande sonho: construir um automóvel que fosse seguro, rápido, baixo, comprido e com boa aerodinâmica. Nascia o projeto Tucker 48, um carro que estava anos à frente da concorrência em matéria de engenharia, velocidade, com estilo futurista, além de ser extremamente seguro. Em quinze anos de projeto, o carro recebeu diversas inovações como o design aerodinâmico desenvolvido pela indústria da aviação, além de apresentar uma segurança muito avançada para a época com cintos de segurança e compartimento deformável dos passageiros. O para-brisas do Tucker 48 também recebeu uma atenção especial: ficava encaixado sobre uma espuma de borracha, fazendo com que ele saltasse para fora do carro em caso de colisão. Este carro também possui um farol central que vira acompanhando a direção do volante para iluminar nas curvas.
Para se ter ideia de como Tucker se preocupava com a segurança dos passageiros, as maçanetas internas do veículo ficavam para dentro das portas para evitar que seus ocupantes se machucassem em caso de acidente. O interior do carro era todo acolchoado, inclusive o painel e, o retrovisor interno, era de plástico flexível. O Tucker 48 também tinha um sistema de suspensão independente, freios a disco nas quatro rodas e era um carro com motor de 6 cilindros horizontais de 5,8 litro (9,6 litros na primeira versão), o mesmo usado no helicóptero Bell, dotado de uma potência de 150cv, capaz de atingir 190 km/h. Enfim, o Tucker 48 seria o carro dos sonhos de todos os americanos, por um preço que grande parte deles poderia pagar: apenas US$ 2 450,00. Após a divulgação do seu projeto, Preston Tucker conseguiu encomendas de 300 mil unidades de pessoas que queriam possuir o "carro dos sonhos". Com isto, conseguiu atrair 28 milhões de dólares através do mercado de ações dos Estados Unidos para iniciar o seu projeto, que foi colocado em prática numa antiga fábrica de aviões alugada em Chicago, onde chegaram a ser construídas algumas unidades do carro.

### Conspiração contra Tucker
Por ter um projeto totalmente inovador e que poderia abalar as montadoras norte-americanas, algumas pessoas afirmam que as grandes montadoras da época, juntamente com o próprio governo norte-americano, fizeram uma grande conspiração contra Tucker com um marketing negativo agressivo e expansivo de ataque ao industrial com calúnias, processos e fraudes em seus projetos e balanços que colocaram Tucker como um dos maiores fraudadores do país, como se tivesse enganado acionistas e concessionários, sendo comparado até mesmo a Al Capone.
Tentaram condenar Tucker com uma pena que poderia variar de 20 a 155 anos de prisão. Mas, com habilidade de mostrar como o país estava sendo injusto com ele, Tucker conseguiu ser absolvido do processo. Mesmo assim, sua fábrica já havia sido fechada pelo poder norte-americano e o carro já havia conquistado fama de fraude, o que culminou no fim do seu sonho nos Estados Unidos, em 1949.

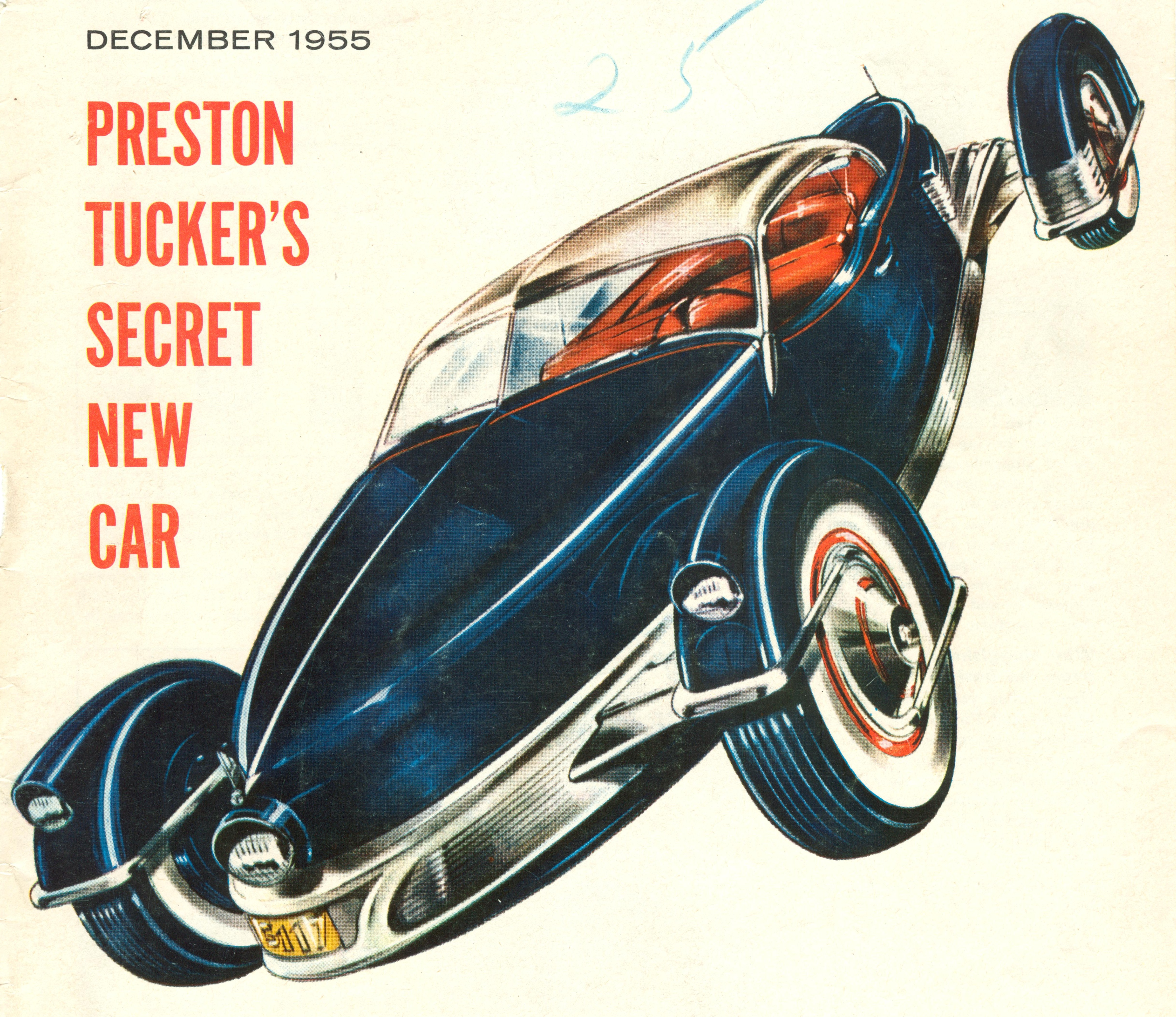
Novo carro secreto de Preston Tucker, o Carioca.

Apenas 51 unidades do Tucker 48 chegaram a ser construídas. Destas, 47 ainda existem com colecionadores, sendo que um deles ainda existe em Caçapava, SP, no extinto museu do colecionador Roberto Lee.

## Divergências entre o filme e a vida real
No filme Tucker - Um Homem e Seu Sonho, de Francis Ford Coppola, após toda a conturbação, Tucker decidira projetar uma mini-geladeira para pobres com espaço para colocar apenas alguns litros de leite. Mas, na vida real, ele tentou construir, no Brasil, o Carioca, um carro econômico, com desenho esportivo e com inovações já testadas no Torpedo.
Mas, com a dificuldade de se encontrar investidores, seu projeto não saiu do papel. Preston Tucker, o criador de um mito da indústria automobilística, morreu de câncer, em 1956, em Michigan, EUA.